# Ню Орлиънс
Ню Орлиънс (на английски: New Orleans, [njuː ˈɔrliənz] или [ˈnjuː ɔrˈliːnz], в местния говор [nuː ˈɔrlənz]; на френски: La Nouvelle Orléans, [la nuvɛlɔʁleɑ̃]) (също изписван като Нови Орлеан, Ню Орлеан или Ню Орлийнс) е най-големият град в щата Луизиана в САЩ. Намира се в югоизточната част на Луизиана, на брега на р. Мисисипи, в Мисисипската низина. На север от града се простира езерото Пончартрейн. Населението на града е 383 997 души (1 април 2020), а населението на градската агломерация към 2020 г. е 1 270 530 души.
Градът е известен със своето богато културно наследство (има силно френско, испанско и негърско влияние), с музиката и с кухнята. Провеждат се много фестивали и тържества, което води до засилен туристически интерес. Най-значимите събития са фестивалът „Марди Гра“, джазфестът и „Шугар Боул“.
Прозвищата на града отразяват различни черти от облика на града:
- „Градът на полумесеца“ (заради формата му около р. Мисисипи);
- „Голямото спокойствие“
- „Безгрижният град“ (заради отпуснатия и безгрижен начин на живот на много от жителите на града).

Девизът на града е „Laissez les bons temps rouler“, или „Нека да продължават добрите времена“.

## История
Нови Орлеан е основан през 1718 г. от французи и играе важна роля в историята на Френска Луизиана и историята на САЩ. Градът носи името на Филип Орлеански (1674 – 1723), който е регент и владетел на Франция по времето, когато е основан градът. Градът споделя името на гр. Орлеан в Централна Франция. Градът е предаден на Испания след Парижкия договор от 1763 г. и остава под испанска власт до 1801 г., когато е върнат на Франция. Две години по-късно Наполеон продава Луизиана на САЩ. Тогава започва бурното развитие на града, свързано предимно с плантациите за захар и памук в Луизиана. В града се заселват много хаитянски бежанци (включително и свободни цветнокожи) след революцията от 1804 г., което увеличава дела на френскоговорещото население в Ню Орлиънс.
Като най-голям град в Юга през първата половина на 19 век Ню Орлиънс има важна роля за развитието на търговията с роби в южните американски щати. Въпреки това в града живее и най-многобройната и най-заможната общност от свободни цветнокожи в САЩ, много от които са и добре образовани. През 1840 г. Ню Орлиънс е втори по население град в САЩ. Въпреки че градът е с преобладаващо френскоговорещо население, след Гражданската война в САЩ обучението на френски език в града е забранено със закон.

## Архитектура
Градът е световноизвестен с уникалното разнообразие от архитектурни стилове.
Най-старата част на града („Френския квартал, Льо Вьо Каре“ (Le Vieux Carré)) отразява наследството от френския и испанския период на града. Около две трети от сградите във Френския квартал датират отпреди 1830 г.
За този квартал са характерни два стила:
- креолска къщичка (Creole cottage), разположена успоредно на уличното платно. Разпознава се по отворената веранда и остър покрив. Всяка стая има вход откъм улицата, а вътрешен коридор липсва. Предполага се, че този стил е повлиян от френската карибска архитектура. Къщата на мадам Джон на ул. „Дюмейн“ е типичен представител на този стил. Тя е една от малкото оцелели от първия френски период на града след пожарите в края на 18 век.
- креолска градска къща (Creole townhouse) – къщите от този стил преобладават във Френския квартал. Характеризират се с арки над тротоара, балкони с парапети и орнаменти от ковано желязо.

В бедните квартали на града се срещат къщите от стил „шотгън“ (shotgun house, буквално „къща за стрелба“, по популярното обяснение, че куршум може да прелети през цялата къща, без да се забие в стена, но всъщност става дума за изопачен вариант на първоначалното название на някой африкански език). Те са тесни и продълговати, без коридор, като от една стая се влиза в следващата. Възникват към средата на 19 век в кварталите, обитавани от средната и работническата класа, защото са компактни. Разпространени са из всички южни щати. През 20 век в този тип къщи се съсредоточава предимно бедното негърско население.
За Градинския квартал (Garden District) е характерна американската колониална архитектура в класически и викториански стил. От двете страни на авеню „Сейнт Чарлз“ (Saint Charles Avenue) са разположени множество вили на богати търговци, строени през средата на 19 век. Едва ли има друго място в САЩ, където духът на разточителството на колониалната епоха е толкова силно изразен.
Заради неустойчивите наносни почви строителството на високи сгради в Ню Орлиънс се забавя до 60-те години на 20 век. Тогава са построени няколко високи офис-сгради покрай улиците „Канал“ и „Пойдрас“: сградата на Шел (One Shell Square), хотелите „Шератон“ и „Мариот“.
По течението на Мисисипи в близост до града се намират и няколко плантации, по известни от които са „Оук алей“ и „Сейнт Джоузеф“.

## Население
Около 60% от населението е с афроамерикански произход, а около 5% е с латиноамерикански произход. Наблюдава се ръст на имигранти от Мексико, предимно строителни работници, наети за възстановителните работи след урагана Катрина.
Преобладаващо вероизповедание е католицизмът. В града има и вуду-храм.

## Музика
Ню Орлиънс се смята единодушно за люлка на джаза.

## Икономика

### Промишленост
Промишлеността в града е свързана с добива и преработката на нефт поради близостта на залежите в Мексиканския залив. Произвеждат се и двигатели за космически совалки в завод на Локхийд Мартин.

### Туризъм
Туризмът има също много важно значение за икономиката на града. Основни забележителности във Френския квартал са площад „Джаксън“ с катедралата „Свети Луи“, кафенето „Кафе Дю Монд“, алеята за разходки покрай Мисисипи с Аквариума на Америките. Някои от старите креолски къщи са отворени за посещения. В града се намира и девически манастир на урсулинките.
Заради бурния нощен живот по улица „Бурбонска“ (Bourbon Street) във Френския квартал името ѝ се е превърнало в нарицателно. Улица „Бурбонска“ е едно от малкото места в САЩ, където употребата на алкохол на обществени места не е забранена. Традиционният карнавал, наричан още „Марди Гра“, привлича много туристи от страната и чужбина. Извън центъра се намира големият парк със зоопарк „Одюбон“ (Audubon). В града има много музеи, галерии, джазклубове. Джазфестивалът в Ню Орлиънс е сред най-големите в САЩ и в света.

### Транспорт
Градският транспорт включва автобусни и трамвайни линии. Линията по авеню „Сейнт Чарлз“ е в непрекъсната експлоатация от 1835 г., първоначално като железница с парен локомотив под името „Железница Ню Орлиънс-Каролтън“. Това е най-старата все още действаща трамвайна линия в Америка. Движението по трамвайната линия е прекъснато от 2005 до 2007 г. заради щетите от урагана Катрина. На една от спрените трамвайните линии е наречена пиесата на Тенеси Уилямс „Трамвай Желание“.
Ню Орлиънс е важен пристанищен град поради близостта си до Мексиканския залив и р. Мисисипи, като внася и изнася стоки от и за Латинска Америка. Нефтената промишленост също има значение за икономиката на Ню Орлиънс, тъй като много сонди са заложени в залива. Най-голямото морско пристанище в САЩ се намира в градската агломерация.
В предградието Кенър се намира летището „Луис Армстронг“, което поддържа директни въздушни линии до основни американски летища като Ню Йорк, Вашингтон, Атланта, Чикаго, Далас и Лос Анджелис. Поддържа се и директна международна линия до Торонто, Канада веднъж дневно.
Ню Орлиънс е крайна гара на жп линиите на АМТРАК „Кресънт“ (Ню Йорк – Вашингтон – Ню Орлиънс), „Сити Ню Орлиънс“ (Чикаго – Ню Орлиънс) и „Сънсет Лимитид“ (Лос Анджелис – Ню Орлиънс).

## Кухня
Местната кухня е разнообразна и богата на ястия с различен произход: креолски, френски колониален, карибски. Характерни са ястия и супи от свинско, раци, скариди и миди, с различни люти подправки и сосове. Известни десерти са сладките „бенье“ (beignets) и захарните бонбони с пълнеж от ядки. Кафето с мляко (au lait) се вари от смес от кафе и цикория, което му придава специфичен вкус.

## Известни личности
Родени в Нови Орлеан
- Фил Анселмо (р. 1968), музикант
- Луис Армстронг (1901 – 1971), джаз музикант
- Махалия Джаксън (1911 – 1972), певица
- Доктор Джон (1940 – 2019), музикант
- Труман Капоти (1924 – 1984), писател
- Лий Харви Осуалд (1939 – 1963), атентатор
- Луи Прима (1910 – 1978), музикант
- Ан Райс (1941 – 2021), писателка
- Тайлър Пери (р. 1969), актьор и продуцент
- Фатс Домино (1928 – 2017), музикант
- Лил Уейн (р. 1982), рапър

Починали в Нови Орлеан
- Доктор Джон (1940 – 2019), музикант
- Луи Прима (1910 – 1978), музикант

Други
- Бенито Хуарес (1806 – 1872), мексикански политик, живее в града през 1853 – 1855